# 249-я истребительная авиационная дивизия
249-я истребительная авиационная Краснознамённая дивизия (249-я иад) — соединение Военно-Воздушных сил (ВВС) Вооружённых Сил СССР в Советско-японской войне и частью сил в Войне в Корее.

## Наименования
- 249-я истребительная авиационная дивизия;
- 249-я Краснознамённая истребительная авиационная дивизия;
- 249-я истребительная авиационная Краснознамённая дивизия ВВС ВМФ;
- 165-я истребительная авиационная Краснознамённая дивизия ВВС ВМФ;
- 165-я истребительная авиационная Краснознамённая дивизия ПВО;
- Полевая почта 65240.

## Создание дивизии
249-я истребительная авиационная дивизия сформирована к 1 августа 1942 года на основании Приказа НКО СССР.

## Переименование дивизии
- 20 февраля 1949 года дивизия была передана в состав ВВС Тихоокеанского военно-морского флота и получила наименование 249-я истребительная авиационная Краснознамённая дивизия ВВС ВМФ
- 25 марта 1949 года дивизия после входа в состав ВВС Тихоокеанского военно-морского флота была переименована в 165-ю истребительную авиационную Краснознамённую дивизию ВВС ВМФ.
- в феврале 1957 года дивизия была передана в состав войск ПВО страны и получила наименование 165-я истребительная авиационная Краснознамённая дивизия ПВО[2][3].

## Расформирование дивизии
В апреле 1958 года дивизия была расформирована в составе Приморской армии ПВО.

## В действующей армии
В составе действующей армии:
- с 9 августа 1945 года по 3 сентября 1945 года

## Командиры дивизии
| Звание                           | Ф. И. О.                           | Период                  |
| -------------------------------- | ---------------------------------- | ----------------------- |
| Полковник                        | Сильвестров Анатолий Александрович | 27.07.1942 — 31.05.1943 |
| Полковник                        | Кондрат Емельян Филаретович        | 01.06.1943 — 15.07.1945 |
| Полковник, Генерал-майор авиации | Михайлов Константин Алексеевич     | 15.07.1945 — 12.1946    |

## В составе объединений
| Дата            | Фронт (округ)             | Армия                              | Корпус                                      |
| --------------- | ------------------------- | ---------------------------------- | ------------------------------------------- |
| 01.08.1942 года | Дальневосточный фронт     | ВВС Дальневосточного фронта        |                                             |
| 15.08.1942 года | Дальневосточный фронт     | 9-я воздушная армия                |                                             |
| 19.03.1945 года | Приморская группа войск   | 9-я воздушная армия                |                                             |
| 05.08.1945 года | 1-й Дальневосточный фронт | 9-я воздушная армия                |                                             |
| 03.09.1945 года | 1-й Дальневосточный фронт | 9-я воздушная армия                |                                             |
| 30.09.1945 года | Приморский военный округ  | 9-я воздушная армия                |                                             |
| 01.08.1946 года | Приморский военный округ  | ВВС округа                         | 12-й смешанный авиационный корпус           |
| 01.10.1948 года | Приморский военный округ  | 9-я воздушная армия                |                                             |
| 20.02.1949 года | Приморский военный округ  | 54-я воздушная армия               |                                             |
| 11.02.1949 года | Тихоокеанский флот        | ВВС Тихоокеанского флота           |                                             |
| 15.09.1952 года | Тихоокеанский флот        | ВВС Тихоокеанского флота (5-й ВМФ) | 106-й истребительный авиационный корпус ПВО |
| 28.07.1954 года | Тихоокеанский флот        | ВВС Тихоокеанского флота           |                                             |
| 01.02.1957 года | ПВО страны                | Дальневосточная армия ПВО          |                                             |
| 01.04.1958 года | ПВО страны                | Дальневосточная армия ПВО          |                                             |

## Участие в операциях и битвах
- Советско-японская война:
  - Маньчжурская операция:
    - Харбино-Гиринская наступательная операция — с 9 августа 1945 года по 2 сентября 1945 года.
- Война в Корее:
  - составом 781-го истребительного авиационного полка
- Холодная война:
  - Лётчики 88-го гвардейского истребительного авиационного полка старший лейтенант Рыбаков и старший лейтенант Яблонский 29 июля 1953 года на самолётах МиГ-15 над Японским морем сбили американский самолёт-разведчик Martin RB-57 Canberra, вторгшийся в воздушное пространство СССР.

## Состав дивизии
| Полк                                                     | Период                                          | Примечание                                                                               |
| -------------------------------------------------------- | ----------------------------------------------- | ---------------------------------------------------------------------------------------- |
| 5-й истребительный авиационный полк                      | 01.08.1942 — 12.11.1945 г.                      | убыл в состав 245-й иад                                                                  |
| 47-й истребительный авиационный полк                     | 1947 — 01.04.1958                               | по расформировании дивизии включён в состав 23-го корпуса ПВО                            |
| 305-й истребительный авиационный полк                    | 27.07.1942 — 05.08.1952                         | передан в 861-ю иад ВВС ВМФ (аэр. Новороссия)                                            |
| 582-й истребительный авиационный полк                    | 27.07.1942 — 20.02.1949                         | передан в состав 149-й иад ПВО                                                           |
| 781-й истребительный авиационный полк                    | 15.04.1943 — 21.02.1953 27.07.1953 — 01.04.1958 | с 21.02.1953 по 27.07.1953 воевал в составе 64-го иак в Корее                            |
| 531-й истребительный авиационный полк                    | 1946 — 15.05.1947                               | расформирован в дивизии с передачей личного состава и матчасти в 47-й, 305-й и 781-й иап |
| 88-й гвардейский истребительный авиационный полк ВВС ВМФ | 05.08.1952 — 20.04.1955                         | на замену 305-го иап                                                                     |
| 31-й истребительный авиационный полк ВВС ВМФ             | 20.04.1955 — 01.04.1958                         | на замену 88-го гв. иап ВВС ВМФ                                                          |

## Боевой состав вСоветско-японской войне
- 5-й истребительный авиационный полк (Як-3, Новоникольск)[12];
- 305-й истребительный авиационный полк (Як-9М, Воздвиженка)[12];
- 582-й истребительный авиационный полк (Ла-5 и Ла-7, Галёнки)[12];
- 781-й истребительный авиационный полк (Як-9, Воздвиженка)[12].

## Боевой состав на 1958 год
- 31-й истребительный авиационный полк (Серафимовка (Приморский край), МиГ-17)
- 47-й истребительный авиационный полк (Золотая Долина, МиГ-17)
- 781-й истребительный авиационный полк (Золотая Долина, МиГ-17)

## Награды
249-я истребительная авиационная дивизия Приказом Народного комиссара обороны СССР № 0165 от 28 сентября на основании Указа Президиума Верховного Совета СССР от 19 сентября 1945 года за образцовое выполнение заданий командования в боях против японских войск на Дальнем Востоке при форсировании реки Уссури, прорыве Хутоуского, Мишанського, Пограничненского и Дунненского укреплённых районов, овладении городами Мишань, Гирин, Яньцзи, Харбин и проявленные при этом доблесть и мужество награждена орденом «Красного Знамени».

## Благодарности Верховного Главнокомандующего
Дивизии за овладение всей Маньчжурией, Южным Сахалином и островами Сюмусю и Парамушир из группы Курильских островов, главным городом Маньчжурии Чанчунь и городами Мукден, Цицикар, Жэхэ, Дайрэн, Порт-Артур объявлена благодарность.

## Базирование дивизии
| Период                  | Место базирования               |
| ----------------------- | ------------------------------- |
| 09.1945 — 08.1946       | Воскресенка (Приморский край)   |
| 08.1946 — 10.1948       | Синыйджу, Корея                 |
| 10.1948 — 18.06.1951    | Кневичи, Приморский край        |
| 18.06.1951 — 01.04.1958 | Золотая Долина, Приморский край |

| МиГ-17 | МиГ-15 | МиГ-17 |